# كلية طب الأسنان (جامعة الإسكندرية)
تأسست كلية طب الأسنان بجامعة الإسكندرية عام 1945\1946 تحت مسمى مدرسة طب الأسنان كجزء من كلية الطب بالإسكندرية.
في العام الدراسي الأول 1945/1946 كان هناك طالبان فقط. وتزايد هذا العدد عاما بعد عام إلى أن أصبح 519 طالبا وطالبة في عام 1969\1970 وهو العام الأخير للمدزسة، وكانت الدراسة حينئذ تشمل خمس تخصصات هي الجراحة، طب الفم، العلاج التحفظي، التقويم والتركيبات.
تأسست كلية طب الأسنان رسميًا بشكل مستقل عام 1970 بقرار السيد / رئيس الجمهورية رقم 1803 لسنة 1970، وكان عدد الطلاب المقيدين بها في هذا العام 565 طالبا وطالبة، واستمر هذا العدد في الزيادة إلى أن وصل إلى 1774 طالبا وطالبة في العام الأكاديمي 2009\2010، وقد كان المقر الأول للدراسة في غرفتين بالمستشفى الأميري الجامعي ثم انتقلت بعد ذلك لمبنى منفصل في السبعينات أما الآن فالكلية تضم مبنيين بهما عشرة أقسام أكاديمية هي:
1. قسم الاستعاضة الصناعية
2. قسم العلاج التحفظي ويشمل حشو الأسنان التيجان وعلاج الجذور
3. قسم جراحة الفم والوجه والفكين
4. قسم باثولوجيا الفم
5. قسم بيولوجيا الفم
6. قسم طب الفم ويشمل علاج اللثة والتشخيص والأشعة
7. قسم تقويم الأسنان
8. قسم طب أسنان الأطفال والصحة العامة للأسنان
9. قسم المواد الحيوية لطب الأسنان
10. قسم جراحة الوجه والفك والتجميل